# 広域市
広域市（こういきし）は、大韓民国における地方行政区画のひとつである。

## 概要
市人口が100万人以上であることが広域市となる要件であると知られたこともあったが、地方自治法上そのような条文はなく、政治的・政策的判断で、広域市になる。市内に郡や自治区を属させることができ、郡及び自治区は各々が自治体としての地位を持つことができる。特別市についても制度的には広域市と同様である。
1995年までは「直轄市」（직할시）と称されていた。朴正煕・全斗煥政権下で停止されていた首長公選制と地方議会を1991年から段階的に復活させる過程で、中央集権的な「直轄市」の名を改めることになったものだが、その検討段階ではソウル特別市も「ソウル広域市」に改称することが検討されたものの、ソウル特別市の反対により実現しなかった。

## 広域市の一覧
現在以下の6都市が広域市となっている。
釜山広域市 (プサンこういきし、부산광역시)
1963年1月1日に直轄市として成立。元は慶尚南道に属した。1983年まで同道の道庁所在地であった。人口341万人。15区1郡からなる。
大邱広域市 (テグこういきし、대구광역시)
1981年7月1日に直轄市として成立。元は慶尚北道に属した。2016年まで同道の道庁所在地であった。人口243万人。7区2郡からなる。
仁川広域市 (インチョンこういきし、인천광역시)
1981年7月1日に直轄市として成立。元は京畿道に属した。人口295万人。8区2郡からなる。
光州広域市 (クァンジュこういきし、광주광역시)
1986年11月1日に直轄市として成立。元は全羅南道に属した。2005年まで同道の道庁所在地であった。人口約145万人。5区からなる。
大田広域市 (テジョンこういきし、대전광역시)
1989年1月1日に直轄市として成立。元は忠清南道に属した。2012年まで同道の道庁所在地であった。人口147万人。 5区からなる。
蔚山広域市 (ウルサンこういきし、울산광역시)
1997年7月15日に広域市となる（「広域市」に改称後初めての移行）。元は慶尚南道に属した。人口114万人。4区1郡からなり、合併で廃止された郡制度を昇格で復活させている。
なお、京畿道水原市、高陽市、龍仁市も近年人口100万人を突破したが、広域市にはなっていない。また、慶尚南道昌原市が2010年7月1日に馬山市・鎮海市と合併し人口100万人を突破したが、現在のところ広域市にはなっていない（2022年1月13日、特例市に昇格した）。